# Kurt Stapelfeldt
Kurt Stapelfeldt (* 30. August 1898 in Hamburg; † 28. November 1985 in Hamburg) war als Intendant der NORAG ein deutscher Rundfunkpionier und Journalist.

## Leben und Beruf
Nach dem Abitur nahm Stapelfeldt sein Studium an der Universität in Hamburg auf, das er mit einer Promotion an der philosophischen Fakultät erfolgreich beendete. Während seines Studiums war er aktiv in der Wehrschaft Cheruskia. Stapelfeld kam über die Hamburger Nachrichten zur Norag AG, aus welcher später der Nordwestdeutsche Rundfunk (NWDR) hervorging.
Er übernahm, damals gerade 26 Jahre alt, zielstrebig die Rolle des „zweiten Mannes“ und Schritt für Schritt die kaufmännische Leitung der NORAG. 1925 wurde er Prokurist, im Jahr darauf stellvertretendes Mitglied des Vorstands und schließlich 1929/30 gleichberechtigter Vorstand neben Hans Bodenstedt. Später wurde er zudem noch Intendant der NORAG, was der Rolle eines Chefredakteurs entspricht, sowie deren Direktor. Gleichzeitig war er über Jahre der Ressortleiter für "Landwirtschaft".
Mit seiner Arbeit prägte er weite Teile des Hamburger Programms. Stapelfeldt kam aus dem Umkreis des „Quickborn“, der „Vereinigung von Freunden der niederdeutschen Sprache und Kultur“, und stand dem „niederdeutschen Papst“ Paul Wriede sehr nahe. Stapelfeldt verfügte außerdem, nicht zuletzt durch seinen Vetter Ernst und seine Mitgliedschaft in der ältesten Studentenverbindung Hamburgs, über gute Kontakte zu Hamburger Pädagogenkreisen.
Im Verein mit dem Programmleiter Hans Bodenstedt und Stapelfeldts Doktorvater Conrad Borchling (DVP), an der örtlichen Universität der Fachmann für niederdeutsche Philologie, gründete Stapelfeldt im Sommer 1924 eine Volkshochschule des Radios, die „Hans-Bredow-Schule für Volkswissenschaften“, deren Leitung er auch übernahm, und eröffneten als deren ersten Zweig eine „Schule des Niederdeutschen“, für den sein Studienkollege Hans Böttcher als Gründungsvater gelten kann. In Zusammenarbeit mit der Hamburger Oberschulbehörde und deren Leiter, Senator Emil Krause (SPD), „erfand“ Stapelfeld mit der NORAG den Schulfunk.
Im August 1932 wurde er schließlich für kurze Zeit durch den Rundfunkkommissar des Innenministers an die Programmabteilung der Reichs-Rundfunk-Gesellschaft berufen, kam jedoch an die NORAG zurück als er die Möglichkeit bekam, deren Hauptgeschäftsführer zu werden. Dies blieb er von Januar bis März 1933, bis er nach der Machtübernahme durch die Nationalsozialisten entlassen wurde, da seine deutsch-nationale politische Einstellung nicht mehr in die Zeit passte.
Nach dem Zweiten Weltkrieg arbeitete er im Vorstand der Hamburg-Mannheimer Versicherungs AG.